# 天正遣歐少年使節
天正遣歐少年使節指的是1582年（天正十年）日本九州地區吉利支丹大名大友宗麟、大村純忠、有馬晴信向羅馬教廷派遣的、以四名少年為中心的使團。這個使團由耶穌會會員范禮安發起，於1590年（天正18年）回到日本。這個使團的出現讓許多歐洲人第一次知道了日本的存在。使團將歐洲的約翰尼斯·谷騰堡印刷機帶回了日本，日本使用印刷機，第一次使用活字印刷術刊行了日本語書籍（被稱為吉利支丹版）。

## 目的
范禮安在自己的信件中說明了使團出使歐洲的目的。
- 第一，希望從羅馬教皇和西班牙、葡萄牙國王處得到在日本傳教的經濟上和精神上的援助。
- 第二，讓日本人親自體驗基督教世界的見聞，歸國後，通過少年的口來傳達基督教世界的榮光及偉大，從而利於傳教事業。

## 使團的構成

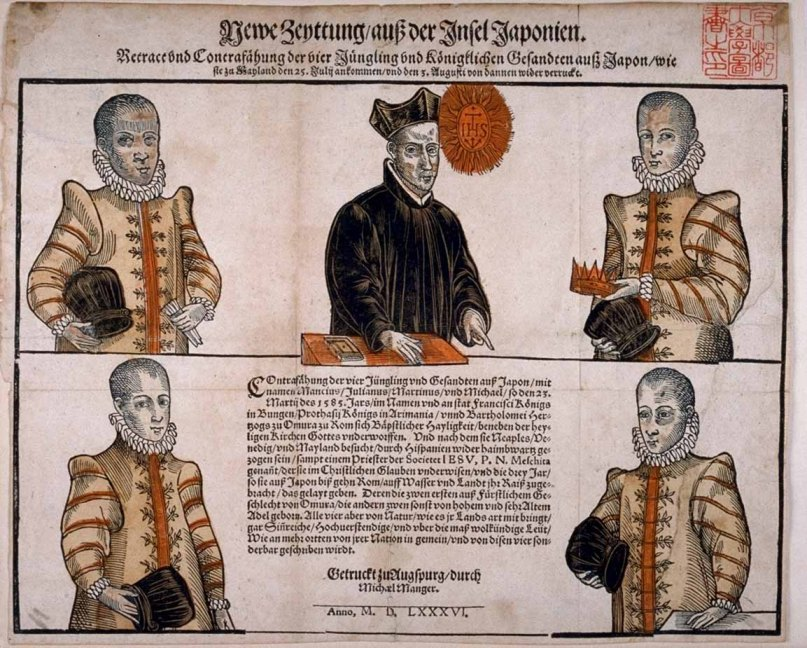
1586年歐洲人所繪的天正日本使節的形象。從左上至右下的人物，依次為：中浦儒略、Mesquita神父（歐洲籍翻譯）、伊東滿所、原瑪爾定、千千石彌額爾

使團的所有少年成員，皆從耶穌會小神學校的學徒中選出。
- 使節
  - 正使：伊東祐益（教名：マンショ，Mancio） 大友宗麟的代理人。宗麟的血親。日向国主伊東義祐之孫。後年晉鐸。1612年死於長崎。
  - 正使：千次羽紀（日语：千々石ミゲル）（教名；彌格爾，Miguel） 大村純忠的代理人。純忠的侄兒、晴信的從兄弟。後棄教並改名為千次石清左衛門（せいざえもん）。
  - 副使：中浦儒略（日语：中浦ジュリアン）（教名：儒略，Julião） 後年晉鐸。1633年在長崎殉教。
  - 副使：原瑪爾定（日语：原マルティノ）（教名：瑪爾定，Martinão） 後年晉鐸。1629年被放逐在澳門死去。
- 随員
  - Jorge Loyola（ジョルジェ・ロヨラ）修道士 使節的教員、日本人
  - Constantino Dourado（コンスタンチノ・ドラード） 印刷技術學習要員、日本人少年
  - Augustino（アグスチーノ） 印刷技術學習要員、日本人少年
  - 范禮安（Alessandro Valignano）神父 隨行來到羅馬，途中滯留於果阿邦。
  - Nuno Rodrigues（ヌーノ・ロドリゲス）神父 隨范禮安神父一同滯留果阿邦。
  - Diogo Mesquita（ディオゴ・メスキータ）神父 翻譯、耶穌會会員
  - Lorenzo Messia（ロレンソ・メシア）神父
  - Oliviero（オリヴィエーロ）修道士

## 使團行程

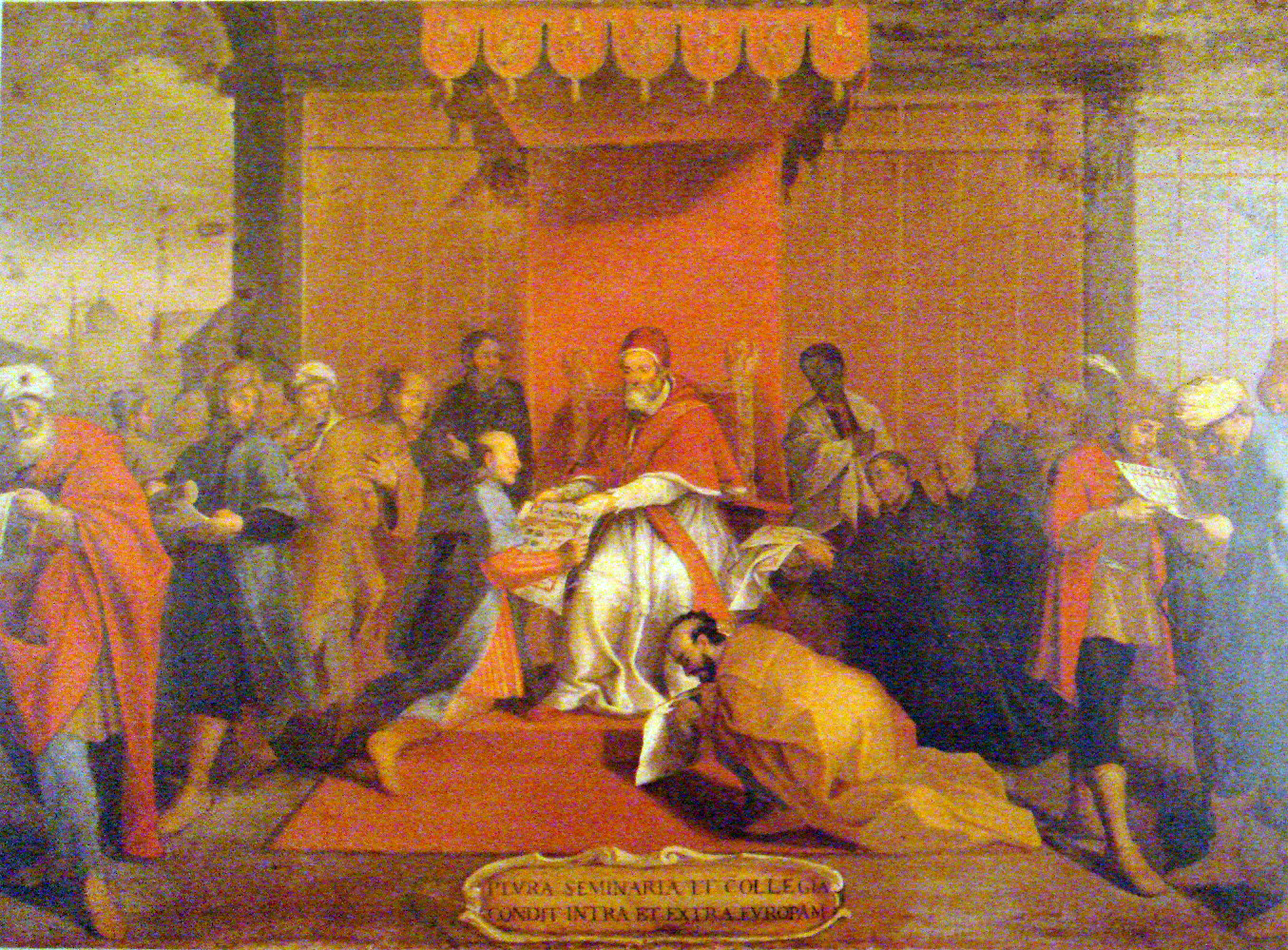
日本使節於1585年3月23日會見教宗額我略十三世的情景.

- 1582年2月20日（天正10年1月28日） 長崎港出發。
- 1582年3月9日（天正10年2月15日） 來到澳門。因風停泊。
- 1583年12月20日（天正11年11月7日） 從馬六甲柯枝來到果阿邦。
- 1584年8月10日 （天正12年7月5日）到達葡萄牙首都里斯本。下榻於聖洛克堂。在里斯本近郊新特拉阿尔布雷希特七世樞機主教（腓力二世妹妹瑪利亞與神聖羅馬帝國皇帝馬克西米利安二世之子）的主教宮受到了接見。
- 1584年11月25日（天正12年10月23日） 到達西班牙首都馬德里，受到國王腓力二世的熱情款待。
- 1585年3月7日（天正13年2月6日） 到達佛羅倫薩，並參加了美第奇家族的舞会。
- 1585年3月1日（天正13年1月30日） 到達羅馬，拜見教皇額我略十三世。使團一行獲得了羅馬榮譽市民權。
- 1585年5月1日（天正13年4月2日） 參加了額我略十三世的繼任者西斯都五世的戴冠儀式。
- 1585年6月3日（天正13年5月6日） 離開羅馬。以後先後訪問了威尼斯、維羅納、米蘭等各大城市。
- 1586年4月13日（天正14年2月25日） 從里斯本出發，踏上歸國之路。
- 1587年5月29日（天正15年4月23日） 到達印度的果阿邦。與范禮安再次見面。范禮安在大神學校（日语：コレジオ）發表演說。同月大村純忠在長崎死去。
- 1587年6月 大友宗麟在豐後死去。
- 1587年7月 豐臣秀吉發佈伴天連追放令。
- 1590年7月21日（天正18年6月20日） 使團歸国，到達長崎港。
- 1591年3月3日（天正19年閏1月8日） 在京都的聚樂第，為豐臣秀吉演奏西洋音樂（若斯坎·德普雷的曲子）。

## 使團帶回的西洋物品
- 活字印刷機
- 西洋樂器
- 海圖

## 紀念碑等
4名全員的群像
- 長崎縣大村市：「天正遣欧少年使節顯彰之像」（1982年、使節出發400年時建立）[2]。

伊東滿所
- 大分縣大分市遊步公園：「像」（彫刻家北村西望的作品）
- 宮崎縣西都市都於郡城跡：「伊東滿所像」[3]

原瑪爾定
千千石彌額爾
- 長崎縣雲仙市雲仙市役所千千石總合支所前庭：「像」[4]
- 長崎縣雲仙市釜蓋城跡：「千千石清左衛門碑」[5]

中浦儒略
- 長崎縣西海市：「記念公園」

### 引用脚注
1. ↑  The World and Japan, p. 165.
2. ↑  .   [2011-04-19]. （原始内容存档于2007-09-28）.
3. ↑  .   [2011-04-19]. （原始内容存档于2013-05-18）.
4. ↑  [.   [2011-04-19]. （原始内容存档于2020-10-14）. ]
5. ↑  [.   [2011-04-19]. （原始内容存档于2009-12-06）. ]

### 史料文献
- 『大日本史料 第11編別卷　天正少年使節關係史料』I、II（東京大学史料編纂所、1959年、1982年覆刻版）

I ISBN 4130905414、II ISBN 4130905422
- 泉井久之助・長澤信寿・三谷昇二・角南一郎 共譯（＜異国叢書＞雄松堂出版、1969年）
- 松田毅一監譯　　（同朋舍出版　1987年）
- 結城了悟『新史料 天正少年使節 1590年‐1990年』（南窓社、1990年） ISBN 4816500391
- 松田毅一・川崎桃太譯 （中公文庫全12卷、2000年）

### 研究書籍
- 松田毅一『天正遣欧使節』（講談社学術文庫、1999年、朝文社、2001年新装版） ISBN 4886951562
- 若桑みどり（集英社、2003年、集英社文庫上下卷、2008年） ISBN 4087753263
- The world and Japan: the embassies of Tensho and Keicho (世界と日本：天正と慶長の使節), Sendai City Museum, 1995.

### 小說等
- 松永伍一（ファラオ企画、1991年） ISBN 4894091062
- 三浦哲郎 文藝春秋 1982年、後文春文庫、第15回日本文学大賞
- 遠藤周作　新潮社、後「文学全集　第九卷」 歷史小說
- 村木　嵐 文藝春秋 2010年、第17回松本清張賞